# 2275 Cuitlahuac
2275 Cuitlahuac (1979 MH, phát âm /kwiːˈtlɑːwɑːk/) là một tiểu hành tinh vành đai chính được phát hiện ngày 16 tháng 6 năm 1979 bởi Schuster, H.-E. ở La Silla.